# رود خوپیور
رود خوپیور (انگلیسی: Khopyor) یک رودخانه در استان ورونژ کشور روسیه است.